# U-441
U-441 – niemiecki okręt podwodny typu VIIC z okresu II wojny światowej.  Okręt wypierał 769 ton w położeniu nawodnym i 871 ton pod wodą, a jego główną bronią było 14 torped kalibru 533 mm wystrzeliwanych z pięciu wewnętrznych wyrzutni. Jednostka rozwijała na powierzchni prędkość ponad 17 węzłów, osiągając zasięg 8500 Mm przy prędkości 10 węzłów.
Zwodowany 13 grudnia 1941 roku w stoczni Schichau w Gdańsku, został przyjęty do służby w Kriegsmarine 21 lutego 1942 roku. W trakcie służby operacyjnej w składzie 1. Flotylli U-Bootów okręt odbył dziewięć patroli i misji bojowych, podczas których zatopił jeden statek handlowy o pojemności 7051 BRT i zestrzelił dwa samoloty. W 1943 roku jednostkę przebudowano na U-flak, jednak wobec niepowodzenia koncepcji okręt przywrócono do stanu pierwotnego. U-441 został zatopiony bombami głębinowymi 30 czerwca 1944 roku na wodach kanału La Manche przez brytyjskie fregaty i samolot bombowy.

## Projekt i budowa
Jednostki typu VIIC były kolejnym ewolucyjnym ulepszeniem najliczniej budowanych w Niemczech okrętów typu VII. Poprzednik – typ VIIB – miał zbyt mały zasięg i za mało miejsca pod pokładem, by móc zainstalować sonar. Opracowany w 1938 roku projekt nowego okrętu różnił się od poprzedniej wersji m.in. zwiększoną grubością blach kadłuba sztywnego (z 16 do 18,5 mm, co zwiększyło maksymalną głębokość zanurzenia z 200 metrów do 250–280 metrów), przedłużeniem kadłuba o 60 cm i kiosku o 30 cm oraz powiększeniem zbiorników paliwa o 5,4 m³, co poprawiło zasięg. Powiększone rozmiary pozwoliły na instalację aktywnego sonaru S-Gerät, uzupełniając pasywny Gruppenhorchgerät (GHG). Do zakończenia wojny do służby weszło 568 okrętów typu VIIC .
U-441 zamówiony został 5 stycznia 1940 roku . Został zbudowany w stoczni Schichau w Gdańsku jako jeden z 64 okrętów typu VIIC zamówionych w tej wytwórni . U-441 otrzymał numer stoczniowy 1492 (Werk 1492)  . Stępkę okrętu położono 15 października 1940 roku, a zwodowany został 13 grudnia 1941 roku  .

## Dane taktyczno-techniczne
U-441 był średniej wielkości okrętem podwodnym o konstrukcji dwukadłubowej. Długość całkowita wynosiła 67,1 metra, szerokość 6,2 metra i zanurzenie 4,74 metra . Wysokość (od stępki do szczytu kiosku) wynosiła 9,6 metra . Wykonany ze stali pancernej CM 351 o grubości 18,5 mm kadłub sztywny miał 50,5 metra długości i 4,7 metra szerokości. Podzielony był grodziami na sześć przedziałów wodoszczelnych: (od dziobu): I – przedział torpedowy ze sterami głębokości oraz GHG, II – przedział akumulatorów wraz z pomieszczeniami załogi, magazynem amunicji i toaletą, III – centrala z pomieszczeniem wielofunkcyjnym (mieszczącym drugą baterię akumulatorów, pomieszczenia załogi i kambuz), IV – przedział silników spalinowych, V – przedział silników elektrycznych, VI – rufowy przedział torpedowy ze sterami kierunku i głębokości. Kadłub ciśnieniowy otoczony był kadłubem lekkim wykonanym z blach o grubości 4–8 mm. Wyporność w położeniu nawodnym wynosiła 769 ton, a w zanurzeniu 871 ton.
Okręt napędzany był na powierzchni przez dwa 6-cylindrowe, czterosuwowe silniki wysokoprężne Krupp-Germaniawerft F46 z doładowaniem o łącznej mocy 3200 KM przy 470-490 obr./min, a pod wodą poruszał się dzięki dwóm silnikom elektrycznym prądu stałego AEG GU 460/8-276 o łącznej mocy 750 KM przy 295 obr./min . Dwa wały napędowe obracały dwie śruby, zapewniając maksymalną prędkość 17–17,6 węzła na powierzchni i 7,6 węzła w zanurzeniu . Zasięg wynosił 8500 Mm przy prędkości 10 węzłów w położeniu nawodnym (3250 Mm przy prędkości maksymalnej) oraz 80 Mm przy prędkości 4 węzłów pod wodą (130 Mm przy 2 węzłach). Zbiorniki mieściły 113,47 tony paliwa, a energia elektryczna magazynowana była w dwóch bateriach akumulatorów AFA 33 MAL 800 E po 62 ogniwa o łącznej pojemności 9160 Ah, masie 62 tony i czasie rozładowania 20 godzin. Dopuszczalna głębokość zanurzenia wynosiła 100 metrów, a głębokość zgniecenia 250–280 metrów .
Okręt wyposażony był w pięć wyrzutni torped kalibru 533 mm (cztery na dziobie i jedną rufową), z łącznym zapasem 14 torped (wymiennie okręt mógł przenosić 26 min typu TMA lub 39 min typu TMB). Uzbrojenie artyleryjskie stanowiło początkowo umieszczone przed kioskiem działo pokładowe kalibru 88 mm SK C/35 L/45, z zapasem amunicji wynoszącym 220–250 naboi oraz pojedyncze działko przeciwlotnicze kalibru 20 mm C/38 L/65 . Jednostka wyposażona też była w pasywny sonar GHG i aktywny S-Gerät, a do obserwacji służyły dwa peryskopy Zeissa: bojowy i nocny .
Załoga okrętu składała się z czterech oficerów oraz 40 podoficerów i marynarzy.

## Służba
U-441 został przyjęty do służby w Kriegsmarine 21 lutego 1942 roku . Dowództwo okrętu objął kpt. mar. (niem. Kapitänleutnant) Klaus Hartmann . U-Boot otrzymał numer poczty polowej M 25 534. Do połowy września 1942 roku załoga jednostki przechodziła szkolenie w składzie 5. Flotylli, operując z Kilonii . 17 września okręt wyszedł z Kilonii, docierając 27 września do Trondheim .

### Pierwszy rejs bojowy
1 października 1942 roku U-441 wyszedł z Trondheim na swój pierwszy patrol bojowy , zostając tego dnia przyporządkowany do 1. Flotylli U-Bootów w Breście . Po wpłynięciu na północny Atlantyk U-Boot w dniach 10–16 października wchodził w skład wilczego stada „Panther”, które powstało w celu zaatakowania płynących w kierunku zachodnim alianckich konwojów . Między 16 a 29 października U-441 operował w składzie stada „Puma”, którego zadaniem było zaatakowanie konwoju ON-139, a następnie HX-212 . 25 października dowódca okrętu i oficer wachtowy zostali zmyci za burtę, ale obaj zostali uratowani przez załogę w ciągu ośmiu minut . 7 listopada U-441 dotarł do Brestu po 38 dniach spędzonych w morzu, nie przeprowadzając żadnego ataku .

### Drugi rejs bojowy
7 grudnia U-Boot wyszedł z Brestu na swój drugi patrol na Atlantyku, jednak już 11 grudnia z nieznanych powodów powrócił do bazy . Okręt wyszedł powtórnie w morze dwa dni później, wchodząc 22 grudnia w skład wilczego stada „Spitz”, powstałego w celu przechwycenia płynącego z Wielkiej Brytanii na zachód konwoju ONS-154 . 27 grudnia o godzinie 19:37 U-441 zatopił za pomocą torpedy pozostały za konwojem i uszkodzony w nocy przez U-356 zbudowany w 1923 roku holenderski parowiec „Soekaboemi” o pojemności 7051 BRT, przewożący 5000 ton drobnicy (na pozycji 47°25′N 25°20′W/47,416667 -25,333333)  . Następnego dnia okręt został przydzielony do wilczego stada „Falke”, w składzie którego operował do 14 stycznia 1943 roku . Do Brestu jednostka zawinęła 22 stycznia, po 41 dniach spędzonych w morzu .

### Trzeci rejs bojowy
W swoją trzecią misję bojową U-441 wyszedł z Brestu 27 lutego 1943 roku . U-Boot w dniach 6–13 marca wchodził w skład wilczego stada „Neuland”, które powstało na południe od Grenlandii w celu zaatakowania płynącego na Wyspy Brytyjskie konwoju SC-121, a następnie HX-228 . Między 14 a 20 marca okręt operował w składzie stada „Dränger”, utworzonego w celu przechwycenia płynącego na wschód konwoju SC-122, a później HX-229 . 20 marca na zachód od Irlandii okręt został zaatakowany przez brytyjską łódź latającą Short Sunderland, odnosząc niewielkie uszkodzenia . Od 21 do 28 marca jednostka została przyporządkowana do wilczego stada „Seewolf”, którego zadaniem było zaatakowanie konwojów SC-123 i HX-230 . U-441 powrócił do portu w Breście 11 kwietnia, spędzając w morzu 44 dni .

### Przebudowa na U-flak
16 kwietnia 1943 roku U-441 został wytypowany do przebudowy na okręt do aktywnego zwalczania alianckich samolotów (U-flak), stanowiących coraz większe zagrożenie dla niemieckich U-Bootów wychodzących na patrole z baz w Zatoce Biskajskiej (wraz z U-256, U-621 i U-953). Modyfikacji uległo uzbrojenie artyleryjskie jednostki: zdemontowano działo pokładowe kal. 88 mm, a w zamian zostały zamontowane dwa poczwórne zestawy działek kal. 20 mm C/38 L/65 z tarczami ochronnymi oraz pojedyncze działko automatyczne kal. 37 mm FlaK M42 L/69 . Do tego na mostku zamontowano karabin maszynowy MG 42. Okręt zabierał tylko pięć torped umieszczonych w wyrzutniach, a miejsce zajmowane do tej pory przez torpedy zapasowe zostało wykorzystane na zwiększony zapas amunicji przeciwlotniczej i rozmieszczenie dodatkowego personelu (załoga jednostki została powiększona do 67 osób, wliczając w to lekarza okrętowego). Ograniczono też ilość zabieranego paliwa, z uwagi na krótsze misje na pobliskich wodach Zatoki Biskajskiej.
Remont i przebudowa U-441 zakończyła się w maju 1943 roku, a okręt otrzymał oznaczenie „U-flak 1” . 16 maja, w zastępstwie chorego kpt. mar. Klausa Hartmanna, dowództwo okrętu objął kpt. mar. Götz von Hartmann, dowodzący wcześniej U-555 i U-563  .

### Czwarty rejs bojowy
22 maja 1943 roku „U-flak 1” wyszedł z Brestu na swoją czwartą misję bojową . 24 maja o godzinie 20:50 na wodach Zatoki Biskajskiej płynący na powierzchni okręt został  zaatakowany przez łódź latającą Short Sunderland nr EJ139 z 228. Dywizjonu RAF Coastal Command, pilotowaną przez por. pil. H.J. Debnama . U-Boot ostrzelał samolot, ciężko go uszkadzając, lecz ten spadając do morza, zdążył zrzucić na U-Boota pięć bomb głębinowych, powodując uszkodzenie okrętu i raniąc obsadę pomostu (w wyniku zestrzelenia zginęła cała, 11-osobowa załoga samolotu) . Uszkodzony „U-flak 1” powrócił do bazy w Breście 25 maja, gdzie trafił do stoczni na remont .

### Piąty rejs bojowy
W swoją piątą misję bojową okręt wyszedł z Brestu 8 lipca . 12 lipca na wodach Zatoki Biskajskiej płynący na powierzchni U-Boot stał się celem ataku trzech samolotów myśliwsko-bombowych Bristol Beaufighter z 248. Dywizjonu RAF . Skoordynowane ataki samolotów mimo otworzenia silnego ognia przeciwlotniczego przez „U-flak 1” doprowadziły do śmierci 10 i zranienia 13 członków załogi okrętu podwodnego, w tym dowódcy i wszystkich oficerów . Dowodzenie objął lekarz okrętowy, kpt. mar. dr Paul Pfaffinger, któremu udało się wydać rozkaz zanurzenia i uratować jednostkę, która następnego dnia powróciła do Brestu .
Negatywne doświadczenia związane z użyciem U-Bootów przeznaczonych do zwalczania samolotów spowodowały podjęcie decyzji o ponownej przebudowie okrętu na konwencjonalną jednostkę torpedową . Zdemontowano dwa poczwórne zestawy Flakvierling kal. 20 mm, instalując w zamian dwa zdwojone stanowiska działek tego samego kalibru i typu . 6 sierpnia dowództwo okrętu objął ponownie kpt. mar. Klaus Hartmann  .

### Szósty rejs bojowy
23 października U-441 wyszedł z Brestu na szósty atlantycki patrol . Okręt w dniach 25–31 października wchodził w skład wilczego stada „Schill”, którego zadaniem było przechwycenie alianckich konwojów płynących do i z Gibraltaru . Uszkodzony przez okręty eskorty U-Boot po 23 dniach spędzonych w morzu powrócił do bazy w Breście 8 listopada .

### Siódmy rejs bojowy
W swoją siódmą misję bojową U-441 wyszedł z Brestu 18 stycznia 1944 roku . U-Boot w dniach od 26 stycznia do 3 lutego wchodził w skład wilczego stada „Hinein”, a następnie „Igel 1” (3–17 lutego), które tworzyły linię patrolową na wodach wschodniego Atlantyku . 3 lutego okręt nawiązał kontakt bojowy z konwojem ON-222, jednak nie zdołał wyjść na dogodną do ataku pozycję. Między 17 a 22 lutego okręt operował w składzie stada „Hai 1”, utworzonego w celu przechwycenia wypływających z Kanału Północnego konwojów ONS-29 i ON-224 . Od 22 lutego do 1 marca jednostka została przyporządkowana do wilczego stada „Preussen”, którego zadaniem było zaatakowanie konwoju ON-225 . 2 marca na środkowym Atlantyku okręt został zaatakowany i uszkodzony przez niezidentyfikowany aliancki samolot . U-441 powrócił do portu w Breście 14 marca, spędzając w morzu 57 dni, po czym został skierowany na remont .

### Ósmy rejs bojowy
1 maja U-Boot wyszedł z Brestu na swój ósmy patrol na Atlantyku, jednak już 3 maja z nieznanych powodów powrócił do bazy . Okręt wyszedł powtórnie w morze 20 maja, powracając do bazy po 8 dniach pobytu w morzu 27 maja .

### Ostatni rejs i utrata okrętu
Na wieść o rozpoczęciu lądowania w Normandii 6 czerwca 1944 roku U-Boot wyruszył z Brestu z rozkazem powstrzymania floty inwazyjnej, kierując się do Zatoki Sekwany . Następnego dnia okręt został zaatakowany na zachodnich podejściach do kanału La Manche przez bombowiec Vickers Wellington z 407. Dywizjonu RCAF, jednak załodze udało się zestrzelić napastnika  . 30 czerwca na zachód od Guernsey U-441 został zatopiony bombami głębinowymi przez bombowiec Consolidated B-24 Liberator z 224. Dywizjonu RAF oraz brytyjskie fregaty HMS „Essington” (K353), HMS „Duckworth” (K351), HMS „Domett” (K473) i HMS „Cooke” (K471) (na pozycji 49°37′N 3°41′W/49,616667 -3,683333) . Zginęła cała, licząca 51 osób załoga U-Boota . Podczas wojny Admiralicja brytyjska uznała błędnie, że okręt został zatopiony 18 czerwca na pozycji 49°03′N 4°48′W/49,050000 -4,800000 przez samolot bombowy Vickers Wellington HF331 z polskiego 304. Dywizjonu z załogą por. pil. Leopolda Antoniewicza, a późniejsze ustalenia wskazywały, że zatopienia dokonał 8 czerwca na zachód od Brestu bombowiec Consolidated B-24 Liberator z 224. Dywizjonu RAF (na pozycji 48°27′N 5°47′W/48,450000 -5,783333).

### Podsumowanie działalności bojowej
U-441 odbył dziewięć misji bojowych, spędzając w morzu 262 dni . W ich trakcie zatopił holenderski statek handlowy „Soekaboemi” o pojemności 7051 BRT  oraz zestrzelił dwa samoloty  .